# ГЕС Уруват
ГЕС Уруват (乌鲁瓦提水利枢纽) — гідроелектростанція на північному заході Китаю в провінції Сіньцзян. Знаходячись перед ГЕС Бобона, входить до складу каскаду на річці Каракаш, лівій твірній Хотану, який, своєю чергою, є правою твірною Тариму (безстічний басейн озера Лобнор).
У межах проєкту річку перекрили кам'яно-накидною греблею із бетонним облицюванням висотою 133 метри, довжиною 365 метрів та шириною по гребеню 9 метрів. Вона утримує водосховище з об'ємом 347 млн м3 (корисний об'єм 224 млн м3) та нормальним рівнем поверхні на позначці 1962 метри НРМ (під час повені може зростати до 1963,3 метра НРМ).
Пригреблевий машинний зал обладнали чотирма турбінами потужністю по 15 МВт, які забезпечують виробництво 197 млн кВт·год електроенергії.
Видача продукції відбувається по ЛЕП, розрахованій на роботу під напругою 110 кВ.